# Mii

Чоловічий і жіночий Mii за замовчуванням, на Wii

Mii — це настроюваний аватар, який використовується на кількох відеоігрових консолях і мобільних програмах Nintendo. Ім’я Mii – це портманто від «Wii» та «me», що означає, що вони зазвичай є аватарами гравців. Mii вперше були представлені на консолі Wii у 2006 році, а пізніше з’явилися на DS, 3DS, Wii U, Switch і різних мобільних програмах від Nintendo, таких як Miitomo. Mii можна створювати, використовуючи різні риси тіла, обличчя та одягу, а потім використовувати як персонажів в іграх на консолях, або як аватар певного гравця (наприклад, у серії Wii), або в деяких іграх (таких як Tomodachi Life та Miitopia) зображені як персонажі з власними індивідуальностями. Mii можна спільно використовувати та передавати між консолями вручну або автоматично з іншими користувачами через Інтернет і локальний бездротовий зв’язок.
У 3DS і Wii U облікові записи користувачів пов’язуються з Mii як їхній аватар і використовуються як основа системних функцій соціальних мереж, зокрема, нині неіснуючої Miiverse. На Nintendo Switch Mii можна використовувати як аватар облікового запису, але також доступні аватари із зображенням різних персонажів Nintendo. Mii також використовуються як зображення профілю для облікових записів Nintendo і можуть використовуватися в мобільних застосунках Nintendo, таких як Super Mario Run, Mario Kart Tour і вже неіснуючої Miitomo.
Такі ігри, як Wii Sports, Wii Sports Resort, Wii Sports Club, Nintendo Switch Sports, Mario Kart Wii, Mario Kart 8, Go Vacation, Super Mario Maker 2, Super Smash Bros. Ultimate та New Super Mario Bros. U Deluxe використовують Mii як ігрових персонажів.

## Історія
Ідею Nintendo щодо програмного забезпечення для персональних аватарів у вільній формі обговорювали на Game Developers Conference у 2007 році, через рік після виходу Wii. Там Шіґеру Міямото сказав, що концепція персонального аватара спочатку була задумана як демонстрація для Family Computer Disk System, де користувач міг намалювати обличчя на аватарі. Міямото прокоментував, що цю концепцію не можна перетворити на гру, і її відкинули.
Наприкінці 1999 року, під час ери Nintendo 64, 64DD (периферійний дисковод для N64) був запущений в Японії. Mario Artist: Talent Studio представила програму для створення аватарів, яка включає одяг і вбудований редактор фільмів. Гравець може за бажанням використовувати Game Boy Camera та Capture Cassette у 64DD, щоб помістити своє обличчя на аватар. Nintendo створила короткий фільм, використовуючи створення аватарів у грі, щоб продемонструвати її можливості. Talent Studio була одним із перших публічних дебютів Nintendo зі створення аватарів.
Наступна реалізація аватарів була для Nintendo e-Reader і GameCube. Разом із Game Boy Camera вона може створювати аватар. Міямото показав ще один короткометражний фільм, знятий за допомогою цього програмного забезпечення, який було показано на E3 2002 під назвою Stage Debut. Це програмне забезпечення, перейменоване на Manebito, було припинено до випуску.
Під час брифінгу щодо фінансових результатів із запитаннями та відповідями з інвесторами в 2008 році Івата згадав, що ліцензоване використання торгової марки Mii так само цінне для Міямото, як і бренду Mario, маючи на увазі, що компанія буде розглядати будь-які пропозиції від розробників ігор щодо впровадження Mii у їхні ігри.
Дизайнер Nintendo Ямасіта Такаюкі вважає, що його робота над Talent Studio була основоположною для його подальшої роботи над Mii, яка була необхідною через розробку гри Wii Sports.

## Створення Mii
Персонажі Mii створюються та зберігаються в Mii Channel або Mii Maker, які попередньо встановлено на консолях Wii та Nintendo 3DS/Wii U/Nintendo Switch відповідно. Хоча користувач може призначити стать, ім’я, день народження, улюблений колір і вподобання для Mii, більшість інтерфейсу, який використовується для створення Mii, зосереджується на зовнішньому вигляді обличчя та голови: користувачеві надається безліч різних зачісок, форми очей, носа та рота та інші особливості, такі як волосся на обличчі чи зморшки, на вибір. Більшість рис обличчя можна додатково регулювати, включаючи їх розмір, положення, колір і вирівнювання. Також можна додати такі аксесуари, як головні убори та окуляри, а також можна регулювати висоту та статуру Mii. Mii Maker, встановлений на Nintendo 3DS і Wii U, може використовувати розпізнавання обличчя для створення Mii, який вибирає риси обличчя на основі фотографії обличчя людини, зробленої за допомогою камер системи та GamePad відповідно. Потім користувач може налаштувати ці функції. Ці версії також мають більше можливостей, ніж версія редактора на Wii.

### Спеціальні Mii
Nintendo періодично випускала спеціальні Mii, зазвичай під час E3 або на честь річниць ігор та франшиз. Протягом обмеженого часу між 13 і 30 березня 2007 року власникам Wii в Японії надсилалися Mii-версії коміка Санми Акашії та тенісиста Шузо Мацуоки. Дует був представлений у японських акціях для Wii, висвітлюючи самих Mii. Mii Сатору Івати та Реджі Філс-Ейме (президенти Nintendo та Nintendo America відповідно) були випущені на 3DS до першої річниці кишенькової консолі. Протягом 2013 року Nintendo випустила спеціальні Mii Шіґеру Міямото та Кенсуке Танабе, а під час E3 2013 також випустила спеціальні Mii Такаші Тезуки, Коічі Хаясіди, Ейдзі Аонуми та Хідекі Конно. На їхніх Mii є золоті штани, а не звичайні сірі, і їх неможливо редагувати чи копіювати. Якщо власники перенесуть їх на іншу Wii або Wii Remote, їх буде видалено з початкового розташування замість традиційного створення іншої копії.
Наприкінці 2011 року Nintendo випустила Swapnote (Nintendo Letter Box) для Nintendo 3DS, у якому зображено оригінальн жіночого персонажу Mii на ім’я Ніккі (ニッキー). Ніккі отримала відносно невелику базу шанувальників, особливо в Японії. Після дебюту Ніккі Nintendo показала персонажа в кількох інших іграх і програмах, таких як Nikki no tabi suru kuizu (яп. ニッキーの旅するクイズ, Nikki's Travel Quiz) , додатку-довіднику для Nintendo 3DS, який ексклюзивно розповсюджувався через уже неіснуючий Club Nintendo в Японії.

## Wii

### Mii Channel
Mii Channel — це програма, яка дозволяє створювати Mii у меню Wii. Вона може зберігати до 100+ Mii, а Wii Remote також може зберігати та передавати до десяти Mii на інші консолі.

### Використання в іграх
Wii Sports є одним з найвідомішим прикладом використання Mii в іграх, і це додає додаткового індивідуального штриху Mii, зберігаючи ігрову статистику та записи для окремих Mii. Mii з’являтиметься епізодично як керовані комп’ютером суперники, товариші по команді або на фоні. Mii використовувалися як значки ігрових файлів (профілів) у кількох іграх. Часто з’являючись лише як голова для ідентифікації, цей Mii не впливає на реальний ігровий процес, окрім ідентифікації гравця іншим способом, окрім імені чи представлення на основі зовнішнього вигляду.
Mii переважно використовуються в таких іграх, як Wii Sports, Wii Play, Wii Fit, Wii Party, Wii Fit Plus, Wii Music і Wii Sports Resort. Проте гравці також можуть використовувати своїх Mii в інших first-party іграх, особливо в WarioWare: Smooth Moves, Mario & Sonic at the Olympic Games, Mario Party 8, Mario Kart Wii, Mario Super Sluggers, Animal Crossing: City Folk (використовуючи голову свого Mii як маску) і в Go Vacation. Гра, яка була випущена лише у Японії від Sega під назвою Pachinko: Sammy's Collection є першою сторонньою грою, яка містить Mii, тоді як версія FIFA 08 для Wii є першою сторонньою грою, випущеною в Північній Америці, Європі та Австралії, яка використовує Mii Channel. Багато інших ігор, наприклад We Ski, Guitar Hero World Tour і Sonic Colors, також використовують Mii.
Хоча голова Mii завжди залишається незмінною, її тіло змінюється в різних іграх. Наприклад, у Wii Sports корпус Mii стилізований зі сферичними літаючими у повітрі руками і без них. У Wii Fit його корпус розроблено так, щоб виглядати більш природно, і його вага визначатиметься вагою Wii Fit, виміреною гравцем у тестах Wii Fit. Іноді Mii буде носити одяг у контексті гри. У Super Mario Galaxy і його продовженні Mii можна додатково використовувати для піктограми планети, яка представляє файл збереження, іншим варіантом є використання персонажів Mapio для планет. Показано лише голову Mii, і вона зображена у формі сфери, що нагадує планету. У Mario Kart Wii гонщики Mii можуть бути одягнені в комбінезони або комбінезони в стилі Маріо для чоловіків і сукні в стилі Піч для жінок, у Dr. Mario Online Rx Mii з’являються в медичному одязі, а в Metroid Prime 3: Corruption, де вони виглядають як ляльки-пупси, вони будуть одягнені в енергетичний костюм мисливця за головами Самуса Арана. У MLB Power Pros Mii розроблені таким чином, щоб виглядати як звичайний аватар Power Pro-Kun, з ногами, відокремленими від основного тіла. У Dance Dance Revolution Hottest Party 2 тіло Mii більше схоже на звичайну людину.
Хоча з Mii не можна грати в Super Smash Bros. Brawl, творець серії, Масахіро Сакурай, пояснив, що спочатку вважалося, що з Mii можна буде грати в грі, але від цієї ідеї відмовилися через побоювання цькування. Зрештою вони дебютували в Super Smash Bros. для Nintendo 3DS і Wii U.

### Everybody Votes Channel
Mii були включені в завантажуваний канал Everybody Votes Channel, де вони представляли виборців. У каналі можна зареєструвати до шести різних Mii для використання під час голосування. Канал було припинено разом із каналом Check Mii Out компанією Nintendo 28 червня 2013 року, оскільки вони перейшли до інших проектів наступного покоління.

### Check Mii Out Channel
Інший орієнтований на Mii канал, Check Mii Out Channel, також відомий як Mii Contest Channel (яп. Miiコンテストチャンネル, Mī Kontesuto Channeru) в Японії, Європі та Океанії, був випущений 11 листопада 2007 року. Цей канал дозволив гравцям завантажувати своїх персонажів Mii та ділитися ними з іншими користувачами. Були також конкурси популярності, у яких гравці створювали Mii, який би втілював певну ідею чи персонажа, а потім голосували за Mii, який найкраще відповідав би пропозиції. Канал був доступний для безкоштовного завантаження на Wii Shop Channel з 12 листопада 2007 року до 27 червня 2013 року, коли Nintendo припинила роботу каналу разом із Everybody Votes Channel.

## Nintendo DS
Хоча на платформі не вистачає вбудованої підтримки створення Mii, кілька ігор на консолі Nintendo DS підтримують функції Mii та працюватимуть у поєднанні з Mii Channel на Wii.

### Використання в іграх
Mii можна перенести з Wii користувача в підтримувані ігри Nintendo DS через Mii Channel. Щоб розблокувати функцію на Mii Channel, користувач має ввести код.
У грі Personal Trainer: Walking використовується Mii, щоб дозволити гравцям відстежувати свій прогрес у грі. Гравці також можуть створювати Mii у грі. Версія Final Fantasy Crystal Chronicles: Echoes of Time для Nintendo DS також використовує Mii.
Гра-симулятор Tomodachi Collection, випущена лише в Японії для Nintendo DS, також використовує Mii і має вбудований редактор Mii. Mii Mii Channel користувача Wii можна перенести в гру і навпаки.

## Nintendo 3DS

### Mii Maker
Mii Maker (яп. Miiスタジオ, Mī Sutajio, lit. "Mii Studio")  — це програма, яка дозволяє створювати Mii на Nintendo 3DS. Він може зберігати до 100 персонажів Mii, подібно до Wii, і містить більше рис обличчя, ніж остання консоль. Mii Maker, встановлений на Nintendo 3DS, може використовувати розпізнавання обличчя для створення Mii, який вибирає риси обличчя на основі фотографії обличчя людини, зробленої камерами системи. Персонажів Mii також можна імпортувати з Wii на 3DS або з 3DS на Wii U, однак їх не можна надіслати з 3DS на Wii, оскільки Mii Maker містить розширений вибір елементів дизайну, недоступних на Mii Channel. Nintendo 3DS може генерувати та зчитувати QR-коди, які представляють персонажів Mii. QR-коди та зображення персонажів Mii також можна перенести на SD-карту в будь-якому форматі зображення та використовувати різними способами, наприклад опублікувати їх на веб-сторінці.

### Використання в іграх
Mii на Nintendo 3DS можна використовувати разом із вбудованим у пристрій програмним забезпеченням доповненої реальності – програмне забезпечення містить міні-програму під назвою «Mii Pics», яка дозволяє користувачеві зробити фотографію свого Mii у звичайній фотографії, використовуючи картка доповненої реальності, що входить до системи.
Pilotwings Resort є першою грою для Nintendo 3DS, яка підтримує персонажів Mii. Mii, отримані через StreetPass, з’являються як неігрові персонажі в Nintendogs + Cats. Персонажі Mii також з'являються в Pokémon Rumble Blast, Mario Kart 7 і в багатьох інших іграх.
Найпомітнішою грою, у якій повністю представлені Mii, є Tomodachi Life, продовження виключно японської Tomodachi Collection для Nintendo DS. Це також перша гра, яка надає Mii повний діалог, а також перша гра, яка дозволяє гравцям вибирати, що Mii говорить. Miitopia — ще одна гра, орієнтована на Mii, для Nintendo 3DS.

### StreetPass Mii Plaza
Функція Nintendo 3DS під назвою StreetPass Mii Plaza (яп. すれちがいMii広場, Surechigai Mī Hiroba) використовує функцію StreetPass на портативній консолі, дані якої можна передавати між сусідніми консолями Nintendo 3DS у режимі очікування. Оскільки Mii зібрані на площі, їх можна використовувати в численних міні-іграх, першими з яких є Puzzle Swap і Find Mii (відомі як StreetPass Quest у регіонах PAL). У Puzzle Swap гравці можуть обмінюватися частинами кількох панелей головоломки, заснованих на іграх Nintendo, яких спочатку було сім, але ця кількість зросла з періодичними оновленнями. Find Mii — це рольова міні-гра, у якій гравці використовують зібраних Mii, щоб битися в підземеллях, заробляючи аксесуари для своїх Mii. Кожен Mii володіє різним типом магії залежно від свого кольору та стає потужнішим, якщо гравець зустрічає їх більше одного разу. У ці ігри можна додатково грати за допомогою Play Coins, хоча результати більш випадкові, ніж за Mii з Streetpass. 6 грудня 2011 року ця функція була оновлена, щоб включити функцію SpotPass, а також нові панелі головоломок, продовження Find Mii, карту, яка показує, де гравці зустрічали інших Mii, досягнення та музичний плеєр.
Спеціальні Mii, випущені Nintendo та отримані через SpotPass, також можна використовувати в StreetPass Mii Plaza. Вони мають доступ до всіх елементів Puzzle Swap і надають гравця 5 рівня для Find Mii.

## Wii U

### Mii Maker
Mii Maker (яп. Miiスタジオ, Mī Sutajio, lit. "Mii Studio")  — це програма, яка дозволяє створювати Mii на Wii U. Він може зберігати до 3000 Mii і містить ті самі риси обличчя, що й на Nintendo 3DS. Mii Maker, встановлений на Wii U, може використовувати розпізнавання обличчя для створення Mii, який вибирає функції на основі фотографії обличчя, зробленої за допомогою камери Wii U GamePad.

### Використання в іграх
Персонажі Mii повністю інтегровані в соціальну онлайн-мережу Wii U Miiverse, спільноту WaraWara Plaza, де групи персонажів Mii збираються навколо найпопулярніших ігор, і зображені як особисті аватари для окремих гравців Wii U , які мають можливість створювати дванадцять окремих облікових записів користувачів Nintendo Network ID, які можна використовувати на одній консолі одночасно. Облікові записи користувачів із представниками Mii використовуються як для ігор, так і для таких програм, як Nintendo TVii. Персонажів Mii можна переносити з Wii та Nintendo 3DS на Wii U, в якому в останньому випадку передачі між консолями можуть відбуватися стільки разів, скільки можливо. Персонажі Mii також з'являються як внутрішньоігрові персонажі для певних ігор Wii U, таких як Wii Sports Club, Super Smash Bros. для Wii U, Mario Kart 8, New Super Mario Bros. U та Nintendo Land, вони також включені в сторонні назви, такі як Sonic & All-Stars Racing Transformed. У Mario Kart 8 є понад 19 костюмів amiibo для Mii.
Legend of Zelda: Breath of the Wild використовує вдосконалену форму Mii, UMii, щоб додавати несуттєвих NPC, подібних до Mii, які були створені на консолі.

## Nintendo Switch

### Створення Mii
На відміну від попередніх консолей і кишенькових пристроїв Nintendo, програмне забезпечення для створення Mii від Nintendo Switch розташоване в системному меню налаштувань консолі, а не як окрема програма. Він містить ті самі риси обличчя, що й на Nintendo 3DS і Wii U, а також неприродні кольори волосся та очей. Програма для створення Mii може зберігати до 100+ Mii, подібно до Wii і 3DS. Mii можна використовувати на Switch для аватару облікового запису; За бажанням користувачі можуть використовувати персонажа Nintendo, наприклад Маріо, як свій аватар.
Mii можна передавати між консолями Switch і імпортувати з 3DS або Wii U за допомогою фігурки amiibo. Mii також можна імпортувати з облікового запису Nintendo.

### Використання в іграх
Mii можна інтегрувати в такі ігри як Mario Kart 8 Deluxe, Go Vacation, Nintendo Switch Sports, Super Smash Bros. Ultimate і New Super Mario Bros. U Deluxe. У Mario Kart 8 Deluxe зареєстровано 20+ amiibo після того, як ви торкнетеся amiibo на пристрої зчитування NFC, подібно до того, що можна досягти з Mario Kart 8 для Wii U. Nintendo Switch Sports представила нові аватари, відомі як «Sportsmates», однак Mii все ще можна вибрати як опцію.
Однією з небагатьох ігор на Switch, яка повністю містить Mii, є Miitopia , яка є ремастером однойменної рольової відеоігри 2017 року для 3DS.

## Інші платформи
Коли безкоштовний мобільний додаток Miitomo був запущений на пристроях iOS і Android у 2016 році, вперше стало можливим офіційно створювати персонажів Mii без консолі Nintendo. Персонажі Mii, створені в додатку, спочатку були схожі на своїх аналогів на Wii U та використовували ті самі атрибути. Пізніше оновлення представило стандарти та атрибути Nintendo Switch для персонажів Mii. Власники облікових записів Nintendo можуть використовувати програму для створення аватарів Mii без необхідності прив’язувати свої облікові записи до будь-якої консолі Nintendo. Miitomo також використовувалася для підтримки аватарів Mii в інших програмах Nintendo для смарт-пристроїв. Наприклад, оновлення, випущене для Super Mario Run 25 квітня 2017 року, представило параметри налаштування значка Mii гравця за підтримки Miitomo та його ігрові костюми через той самий обліковий запис Nintendo. Miitomo було припинено 9 травня 2018 року.
24 травня 2018 року Nintendo представила браузерний редактор Mii під назвою Mii Studio. Редактор інтегровано в усі облікові записи Nintendo для користувачів у всіх регіонах, включаючи регіони, які спочатку не мали офіційної підтримки Miitomo. Mii Studio підтримує всі атрибути та стандарти Mii, представлені для Nintendo Switch. Одночасно можна створити до шести аватарів Mii, включно з будь-якими Mii, імпортованими з пов’язаного Nintendo Network ID.

## Інші згадки
У Mario Kart: Bowser's Challenge у розважальних зонах Super Nintendo World в Universal Studios Japan і Universal Studios Hollywood персонажі Mii (CPU Mii із Wii Sports Club і Wii Party U) з’являються на кількох екранах у кімнатах перед демонстрацією, щоб продемонструвати механіку їзди і заходи безпеки.
Піктограма чоловічого Mii за замовчуванням з’являється на смартфоні Луїджі у фільмі «Брати Супер Маріо», коли йому надходить вхідний дзвінок.